# Cis cayensis
Cis cayensis är en skalbaggsart som beskrevs av Lawrence 1971. Cis cayensis ingår i släktet Cis och familjen trädsvampborrare. Inga underarter finns listade i Catalogue of Life.